# 대한민국 민사소송법 제449조
대한민국 민사소송법 제449조는 특별항고에 대한 민사소송법 조문이다.

## 조문
제449조(특별항고) (1) 불복할 수 없는 결정이나 명령에 대하여는 재판에 영향을 미친 헌법위반이 있거나, 재판의 전제가 된 명령·규칙·처분의 헌법 또는 법률의 위반여부에 대한 판단이 부당하다는 것을 이유로 하는 때에만 대법원에 특별항고(特別抗告)를 할 수 있다.

(2) 제1항의 항고는 재판이 고지된 날부터 1주 이내에 하여야 한다.

(3) 제2항의 기간은 불변기간으로 한다.

## 사례
- 롯데그룹 신 총괄회장의 신변을 보호해온 신 전 부회장 측이 같은 해 11월 가정법원 결정을 취소해달라며 대법원에 항고하였는데 '성년후견인의 임무수행 관련 처분명령'에 대해 이의가 있는 때에는 민사소송법 제449조에 따라 대법원에 특별항고를 해야 한다.[1]

## 판례
- 민사소송법 제449조 제1항에 의하면 재판절차에서 헌법 제27조에 규정된 공정한 재판을 받을 권리를 침해받은 당사자는 특별항고를 제기할 수 있지만, 단순히 재판에 영향을 미친 법률위반이 있다고 주장하는 것은 적법한 특별항고이유에 해당하지 않는다. 그리고 관할 등과 같은 소송요건의 적법 여부를 다투는 특별항고사건에서도 대법원은 원심법원의 결정이나 명령에 재판에 영향을 미친 헌법위반을 비롯한 특별항고사유가 있는지 여부에 한정하여 심사해야 하고, 단순한 법률위반이 있다는 이유만으로 원심결정 등을 파기할 수는 없다[2]

- 승계집행문을 내어 주는 요건을 다투는 특별항고사건에서 대법원은 원심법원의 결정이나 명령에 재판에 영향을 미친 헌법 위반을 비롯한 특별항고사유가 있는지 여부에 한정하여 심사해야 하고, 이에 관하여 단순한 법률 위반이 있다는 이유만으로 원심결정 등을 파기할 수는 없다[3]

- 민사소송법 제449조 제1항은 불복할 수 없는 결정이나 명령에 대하여는 재판에 영향을 미친 헌법 위반이 있거나, 재판의 전제가 된 명령·규칙·처분의 헌법 또는 법률의 위반 여부에 대한 판단이 부당하다는 것을 이유로 하는 때에만 대법원에 특별항고를 할 수 있도록 하고 있다. 여기서 결정이나 명령에 대하여 재판에 영향을 미친 헌법 위반이 있다고 함은 결정이나 명령의 절차에서 헌법 제27조 등이 정하고 있는 적법한 절차에 따라 공정한 재판을 받을 권리가 침해된 경우를 포함한다. 판결경정신청을 기각한 결정에 이러한 헌법 위반이 있다고 하려면 신청인이 그 재판에 필요한 자료를 제출할 기회를 전혀 부여받지 못한 상태에서 그러한 결정이 있었다든지, 판결과 그 소송의 모든 과정에 나타난 자료와 판결 선고 후에 제출된 자료에 의하여 판결에 잘못이 있음이 분명하여 판결을 경정해야 하는 사안임이 명백한데도 법원이 이를 간과함으로써 기각결정을 하였다는 등의 사정이 있어야 한다.[4]

## 같이 보기
- 재항고